# Ina Bäckström
Kajsa Ina Eleonora Bäckström, född 27 mars 1987 i Stockholm, är en svensk spelproducent, programledare och grundare av Sveriges första BarCraft.
Bäckström började som e-sportreporter på SVT under 2010. Året därpå var hon med och startade BarCraft STHLM, Sveriges första BarCraft. Hon var programledare för SVT:s första e-sportsändningar i marksänd TV (SVT2) vid Dreamhack Summer 2012 och även senare vid Dreamhack Winter 2012. Ina Bäckström var programledare för tredje gången hos SVT vid Dreamhack Summer 2013.

## Priser och utmärkelser
Bäckström blev 2012 utsedd till "Årets IT-tjej" av Microsoft. Motiveringen löd:
| ”                                           | Årets it-tjej tar för sig inom såväl spelcommunityn som inom e-sport, och som flygande reporter för såväl tv- som tidningsbranschen. Hon är en naturlig ledare, inspiratör och evangelist, speciellt intresserad av den oerhört snabbväxande spelbranschen. | „ |
| – Marie Ygge, försäljningschef på Microsoft | |   |

Bäckström placerade sig på 14:e plats i karriärmagasinet Shortcuts lista över de hundra mest spännande uppstickarna 2012.